# Endless story
«Endless story» —en español: «Historia sin fin» — es una canción interpretada por la cantante japonesa Yukari Tamura, incluida en su noveno álbum de estudio Haru Machi Soleil. King Records la lanzó el 12 de octubre de 2011 como el segundo sencillo del disco, después de «プラチナLover's Day». Con esto, se convirtió en el vigésimo sencillo de la intérprete. Además, es el primer opening de la serie de anime C³, en donde la intérprete es la seiyū de la protagonista, Fear Cubrick. La canción tuvo una buena recepción en las listas japonesas, ya que ingresó a las listas de Oricon y Billboard Japón.  Tamura interpretó el tema en el festival de Animelo Summer Live 2011 en Japón el 27 de agosto.

## Antecedentes y lanzamiento
A inicios de 2011, la cantante lanzó «プラチナLover's Day», mientras que el 15 de abril publicó «Merōn Ondo ~Festival of Kingdom~» como un sencillo en vivo de distribución limitada. En agosto de ese año, confirmó que estaba en el estudio grabando su vigésimo sencillo. Días después, anunció que estaba realizando la sesión para la portada. Además, dijo que en un principio iba a llevar puesto un traje de dos piezas, pero que al final usó uno de tres.

## Recepción
La página brasileña J-Station dijo que «la propia voz de Yukari no es tan forzada» y que le «pareció una buena canción de anime, siendo de aquellas canciones que te gustan con solo oírla como opening al principio del anime». Además, la llamó «agradable y bien diseñada».
«Endless story» entró en la cuarta posición del Oricon Weekly Singles Chart en la edición del 16 de octubre de 2011, ya que vendió 16 231 copias. No obstante, en la siguiente semana, bajó hasta el puesto dieciséis. En total, pasó doce semanas en la lista. Además, alcanzó el número tres en la lista diaria de Oricon. En el Japan Hot 100 de Billboard, debutó en la posición once en la semana del 29 de octubre de 2011.

## Promoción
Tamura interpretó el tema por primera vez en el festival de Animelo Summer Live 2011 en Japón el 25 de agosto. El siguiente año, la cantó en el Animelo Summer Live 2012.

## Formatos
Descarga digital
| Endless story- Sencillo digital |                             |          |  |
| N.º                             | Título                      | Duración |  |
| 1.                              | «Endless story»             | 3:48     |  |
| 2.                              | «Rainy Rainy Sunday»        | 3:17     |  |
| 3.                              | «Taiyō no Eve» (太陽のイヴ) | 4:06     |  |

Maxisencillo, Sencillo en CD
| Endless story |                             |          |  |
| N.º           | Título                      | Duración |  |
| 1.            | «Endless story»             | 3:48     |  |
| 2.            | «Rainy Rainy Sunday»        | 3:17     |  |
| 3.            | «Taiyō no Eve» (太陽のイヴ) | 4:06     |  |

## Posicionamiento en listas
| País  | Lista                   | Mejor posición |
| ----- | ----------------------- | -------------- |
| Japón | Oricon Singles Chart    | 4              |
| Japón | Japan Hot 100           | 11             |
| Japón | Japan Hot Singles sales | 4              |
| Japón | Hot Animation           | 1              |
| Japón | Hot Airplay             | 58             |

## Créditos
- Voz: Yukari Tamura
- Letra: Goro Matsui
- Composición: Masatomo Ōta
- Arreglos: Masatomo Ōta

Fuente: Oricon.

## Historial de lanzamientos
| País  | Fecha                 | Formato          | Ref.  |
| ----- | --------------------- | ---------------- | ----- |
| Japón | 12 de octubre de 2011 | descarga digital | [ 1 ] |
| Japón | 12 de octubre de 2011 | Maxisencillo     | [ 4 ] |
| Japón | 12 de octubre de 2011 | sencillo en CD   | [ 4 ] |